# Coin Coin Chapter One: Gens de couleur libres
Coin Coin Chapter One: Gens de couleur libres è un album dal vivo della musicista statunitense Matana Roberts, pubblicato nel 2011.

## Tracce
1. Rise – 7:28
2. Pov Piti – 7:41
3. Song For Eulalie – 8:26
4. Kersaia – 7:33
5. Libation for Mr. Brown: Bid 'Em In... – 9:48
6. Lulla/Bye – 5:54
7. I Am – 10:06
8. How Much Would You Cost? – 4:19